# Paraptorthodius mirabilis
Paraptorthodius mirabilis là một loài bọ cánh cứng trong họ Phengodidae. Loài này được Schaeffer miêu tả khoa học năm 1904.